# USS LST-205
O USS LST-205 foi um navio de guerra norte-americano da classe LST que operou durante a Segunda Guerra Mundial.